# Новият Капитан Скарлет
„Новият Капитан Скарлет“ (на английски: New Captain Scarlet) е британски компютърно анимиран сериал, римейк на класическата поредица „Капитан Скарлет и мистероните“ от 1967 г., създадена от Гери и Силвия Андерсън.

## „Новият Капитан Скарлет“ в България
В България сериалът започна излъчване на 2 май 2009 г. по Нова телевизия, всяка събота и неделя от 08:30, като е дублиран на български и озаглавен просто „Капитан Скарлет“. Последният епизод се излъчи на 26 юли. През ноември 2010 г. започна повторно и не е вписан в програмата на телевизията, като часовете на излъчване са винаги след полунощ за запълване на времето. Дублажът е на Арс Диджитал Студио. Ролите се озвучават от артистите Татяна Захова, Христо Чешмеджиев, Петър Чернев и Николай Николов.